# Et l'homme créa la femme
Pour les articles homonymes, voir Les Femmes de Stepford.
Ne doit pas être confondu avec Et Dieu… créa la femme.
Pour plus de détails, voir Fiche technique et Distribution.
Et l'homme créa la femme ou Les Femmes de Stepford au Québec (The Stepford Wives) est un film américain réalisé par Frank Oz, sorti en 2004.
C'est le remake du film Les Femmes de Stepford sorti en 1975 qui est une adaptation cinématographique du roman de Ira Levin publié en 1972.

## Synopsis
Un jeune couple décide de quitter New York pour s'installer dans la banlieue chic de Stepford. Ils y découvrent que les femmes de Stepford sont trop soumises pour être normales.

## Fiche technique
Sauf indication contraire, les informations mentionnées dans cette section peuvent être confirmées par les bases de données cinématographiques IMDb et Allociné,  présentes dans la section « Liens externes ».
- Titre original : The Stepford Wives
- Titre français : Et l'homme créa la femme
- Titre québécois : Les Femmes de Stepford[1]
- Réalisation : Frank Oz
- Scénario : Paul Rudnick, d’après le roman Les Femmes de Stepford  (The Stepford Wives) d'Ira Levin
- Musique : David Arnold
- Direction artistique : Peter Rogness
- Décors : Jackson De Govia
- Costumes : Ann Roth
- Photographie : Rob Hahn
- Son : Michael Barry, Ron Bochar, Lee Dichter, Harry Higgins
- Montage : Jay Rabinowitz
- Production : Donald De Line, Gabriel Grunfeld, Scott Rudin et Edgar J. Scherick
  - Production déléguée : Ron Bozman et Keri Selig
  - Coproduction : Leslie Converse
- Sociétés de production : De Line Pictures et Scott Rudin Productions, présenté par DreamWorks Pictures et Paramount Pictures
- Sociétés de distribution : Paramount Pictures (États-Unis) ; United International Pictures (France, Suisse romande)
- Budget : 90 millions USD[2],[3]
- Pays de production :  États-Unis
- Langue originale : anglais
- Format : couleur (DeLuxe / Technicolor) — 35 mm — 1,85:1 (Panavision) — son DTS / Dolby Digital
- Genre : comédie, thriller, science-fiction, épouvante-horreur
- Durée : 93 minutes
- Dates de sortie[4] :
  - États-Unis, Québec : 11 juin 2004[1]
  - France, Belgique : 7 juillet 2004[5],[6]
  - Suisse romande : 14 juillet 2004[7]
- Classification[8] :
  - États-Unis : accord parental recommandé, film déconseillé aux moins de 13 ans (PG-13 - Parents Strongly Cautioned)[N 1]
  - France : tous publics
  - Belgique : tous publics (Alle Leeftijden)[6]
  - Suisse romande : interdit aux moins de 10 ans[9]
  - Québec : tous publics (G - General Rating)[1]

## Distribution
- Nicole Kidman (V.F. : Danièle Douet ; V.Q. : Anne Bédard) : Joanna Eberhart
- Matthew Broderick (V.F. : Bernard Gabay ; V.Q. : Alain Zouvi) : Walter Kresby
- Christopher Walken (V.F. : Bernard Tiphaine ; V.Q. : Jean-Luc Montminy) : Mike Wellington
- Glenn Close (V.F. : Evelyn Séléna ; V.Q. : Anne Caron) : Claire Wellington
- Bette Midler (V.F. : Michèle Bardollet ; V.Q. : Claudine Chatel) : Bobby Markowitz
- Jon Lovitz (V.F. : Michel Mella ; V.Q. : Jacques Lavallée) : Dave Markowitz
- Larry King (V.F. : Jean Berger) : Lui-même
- Faith Hill : Sarah Sunderson
- Roger Bart (V.F. : Bernard Alane ; V.Q. : Benoit Éthier) : Roger Bannister
- David Marshall Grant (V.Q. : François Sasseville) : Jerry Harmon
- Carrie Preston (V.Q. : Charlotte Bernard) : Barbara
- Tom Riis Farrell (V.Q. : Sylvain Hétu) : Stan Peters
- Robert Stanton (V.Q. : Alain Fournier) : Ted Van Sant
- Fallon Brooking : Kimberly Kresby
- Dylan Hartigan : Pete Kresby

Source et légende : Version québécoise (V.Q.) sur Doublage Québec.

## Récompenses
- Golden Trailer Awards 2004 :
  - Le meilleur du spectacle (pour le teaser)
  - Bande-annonce la plus originale (pour le teaser)
  - Meilleur blockbuster de l'été 2004 (pour le teaser)

## Éditions en vidéo
- En France, le film Et l'homme créa la femme est sorti en DVD le 18 janvier 2005[12]. Par la suite, le film est ressorti en DVD le 3 août 2006[13] et en VOD le 26 octobre 2022[5].
- Au Québec, le film est sorti en DVD le 9 novembre 2004[14].